# Nepals herrlandslag i fotboll
Nepals herrlandslag i fotboll representerar Nepal i internationell herrfotboll.

## Historik
Nepals fotbollsförbund bildades 1951 och är medlem av Fifa och AFC.
Nepal spelade sin första officiella herrlandskamp i fotboll den 13 oktober 1972, då man förlorade borta med 2-6 mot Folkrepubliken Kina.
Landslaget tillhör de svagaste, men har varit framgångsrikt i de Sydasiatiska spelen där man tagit två guld, två silver och två brons.

### VM
- 1930 till 1982 - Deltog ej
- 1986 - Kvalade inte in
- 1990 - Kvalade inte in
- 1994 - Deltog ej
- 1998 - Kvalade inte in
- 2002 - Kvalade inte in
- 2006 - Drog sig ur
- 2010 till 2018 - Kvalade inte in

### Asiatiska mästerskapet
- 1956 - Deltog ej
- 1960 - Deltog ej
- 1964 - Deltog ej
- 1968 - Deltog ej
- 1972 - Deltog ej
- 1976 - Deltog ej
- 1980 - Deltog ej
- 1984 - Kvalade inte in
- 1988 - Kvalade inte in
- 1992 - Deltog ej
- 1996 - Kvalade inte in
- 2000 - Kvalade inte in
- 2004 - Kvalade inte in
- 2007 - Deltog ej

### AFC Challenge Cup
- 2006 - Semifinal

Åkte ut i semifinalen efter straffsparkar mot Sri Lanka. Ingen match spelades om bronset.

### Asiatiska spelen
- 1951 - Deltog ej
- 1954 - Deltog ej
- 1958 - Deltog ej
- 1962 - Deltog ej
- 1966 - Deltog ej
- 1970 - Deltog ej
- 1974 - Deltog ej
- 1978 - Deltog ej
- 1982 - Första omgången
- 1986 - Första omgången
- 1990 - Deltog ej
- 1994 - Första omgången
- 1998 - Första omgången
- 2002(1) - Deltog ej
- 2006(1) - n/a

### South Asian Football Federation Gold Cup
- 1993 - 3:e plats
- 1995 - Semifinal
- 1997 - Första omgången
- 1999 - 4:e plats
- 2003 - Första omgången
- 2005 - Första omgången

### Sydasiatiska spelen
- 1984 - 1:a plats
- 1985 - 3:e plats
- 1987 - 2:a plats
- 1989 - 4:e plats
- 1991 - 4:e plats
- 1993 - 1:a plats
- 1995 - 4:e plats
- 1999 - 2:a plats
- 2004(2) - Första omgången
- 2006(2) - 3:e plats

Nepal vann hemmaturneringen 1984, efter 4-2 över Bangladesh, samt turneringen 1993 efter straffsparkar mot Indien.